# Gümüşhane (prowincja)
Prowincja Gümüşhane (tur. Gümüşhane ili) – jednostka administracyjna w północnej Turcji (Region Morze Czarne – Karadeniz Bölgesi). Do lat 20. XX w. prowincja zamieszkiwana była przez liczną społeczność grecką.

## Dystrykty

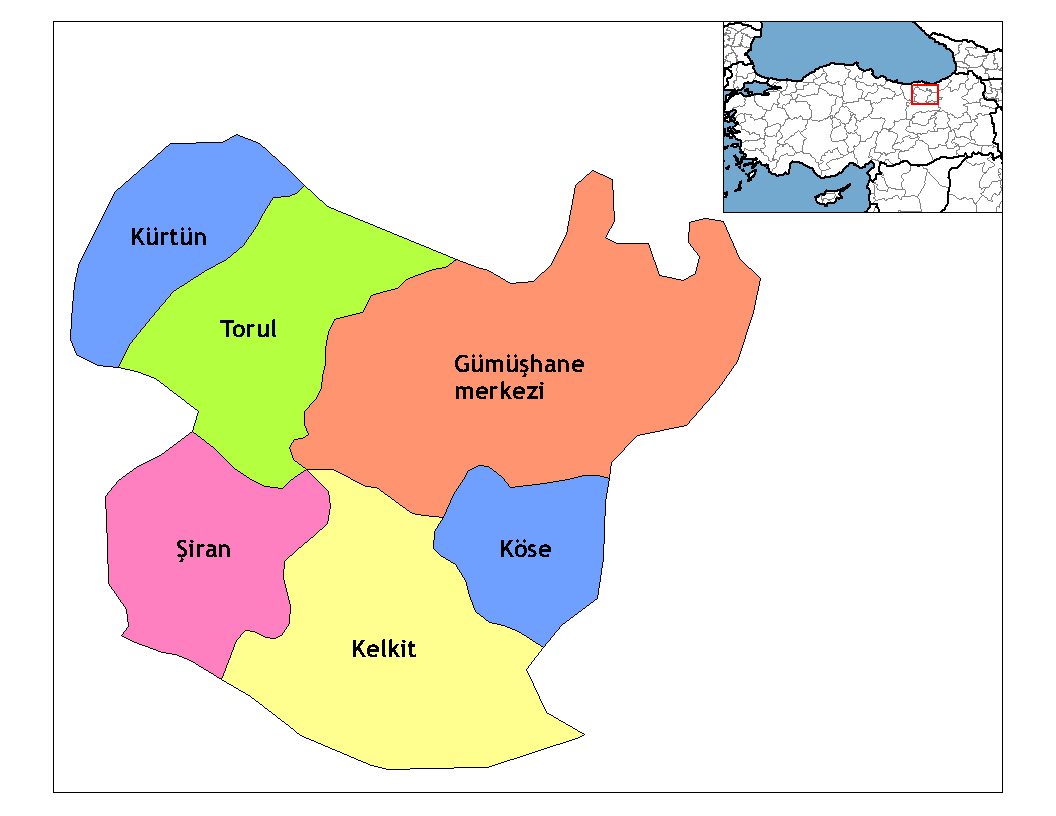
Dystrykty w prowincji Gümüşhane

Prowincja Gümüşhane dzieli się na sześć dystryktów:
- Gümüşhane
- Kelkit
- Köse
- Kürtün
- Şiran
- Torul